# Seznam hrvaških divizij druge svetovne vojne
Seznam hrvaških divizij druge svetovne vojne.

## NDH
Glavni članek: Seznam divizij NDH

## Wehrmacht
- 369. pehotna divizija
- 373. pehotna divizija
- 392. pehotna divizija
- 13. gorska divizija Waffen-SS »Handschar« (hrvaška št. 1)
- 23. gorska divizija Waffen-SS »Kama« (hrvaška št. 2)